# Lafayette Street
Lafayette Street es una de las calles principales del Lower Manhattan (Nueva York), que corre casi paralela a Broadway. Antiguamente, la parte de la calle que quedaba al sur de Houston Street se llamaba Elm Place.
La calle tiene su origen en la intersección de Reade Street y Centre Street, una manzana más al norte del City Hall . La calle, de sentido único, recorre sucesivamente Chinatown, Little Italy, Nolita y NoHo y, por último, entre las calles 9 y 10, se fusiona con la Cuarta Avenida. Existe un carril bici situado fuera del carril izquierdo.
La Línea de la Avenida Lexington corre bajo Lafayette Street, con paradas en Canal Street, Spring Street, Bleecker Street, y Astor Place.

## Historia
La calle se originó como una especulación inmobiliaria de John Jacob Astor, el cual compró un gran huerto en 1804, por 45.000 dólares, y arrendó parte del lugar a un francés llamado Delacroix, que había levantado un punto de reunión popular al que llamó "Vauxhall Gardens" como los famosos jardines del mismo nombre situados a las afueras de Londres. Cuando el contrato expiró en 1825, Astor trazó una nueva calle, tres bloques formando un cul-de-sac a partir de Astor Place, lugar al que llamó Lafayette Place, para conmemorar al héroe de la guerra revolucionaria, quien el año anterior había vuelto a Estados Unidos en una entusiasta recepción. Muchos de ellos, a lo largo de ambos lados de la nueva calle se vendieron rápidamente, obteniendo Astor un beneficio varias veces superior a lo que había pagado por la tierra dos décadas antes. El más grande era un grupo de casas con fachada de mármol en estilo neogriego, en el lado oeste de la calle, al que se llamó La Grange Terrace, cuando fue construido en 1833, pero conocido popularmente por los neoyorquinos como el "Colonnade Row" por las columnas corintias que unificaban sus frentes. Las nueve residencias de las que constaba el Colonnade Row, se vendieron por hasta 30.000 dólares, y hoy en día, solamente quedan cuatro viviendas de las nueve originales situadas en Lafayette Street, que obtuvo su nuevo nombre a inicios del siglo XX, cuando se abrió paso a través del cul-de-sac y se extendió hacia el sur.
El cambio en la historia de Lafayette Street se resume en la construcción del Schermerhorn Building en 1888 para sustituir a la mansión Schermerhorn, que la señora William Colford Schermerhorn redecoró queriendo imitar el Versalles de Luis XV, se decía que para ambientar un baile de disfraces de temática francesa que ofreció en 1854 para 600 neoyorquinos de la alta sociedad, en la que se introdujo el cotillón, originario de Alemania, en los Estados Unidos. Un signo de los tiempos cambiantes se dio en 1860, cuando la mansión familiar de los Schermerhorn se trasladó más al norte, en concreto al nº49 de la calle 23 Oeste. En poco tiempo, la mitad de la Colonnade Row fue demolida para dar paso a una enorme tienda de Wanamaker's, uno de los primeros grandes almacenes de Estados Unidos. Wanamaker's se había hecho con el palacial gran almacén de A.T. Stewart, que ocupaba la manzana entera entre Broadway y Lafayette, y las calles 9 y 10; y también había construido una puerta gigantesca al lado, entre las calles 8 y 9, con un puente peatonal que conectaba los dos edificios. La tienda principal se quemó en 1956, pero los edificios anexos y almacenes existentes continúan en Lafayette Street.

## Lugares de referencia
Algunos lugares de referencia a lo largo de Lafayette Street son:
- El New York Mercantile Library Building, en Astor Place (George E. Harney, 1891), el cual llegó a ser sede de la Astor Opera House, actualmente un condominio.
- Alamo, una escultura en forma de cubo, en Astor Place
- Astor Library (1854), fundada por John Jacob Astor; actualmente The Public Theater
- Colonnade Row (1833), cuatro de una serie de nueve viviendas en estilo neogrigo; el Astor Place Theatre está en una de ellas
- El Schermerhorn Building, construido por los Schermerhorns en 1888, y diseñado por Henry Janeway Hardenbergh, para reemplazar la Mansión Schermerhorn.
- La War Resisters League y la NoHo Star, en Bleecker Street;
- El Puck Building en Houston Street
- The New York City Rescue Mission en White Street
- "The firehouse", en el nº87 de Lafayette con White Street, construido en 1895 por Napoleon LeBrun, actualmente el Downtown Community Television Center
- The Ahrens Building, construido por George Henry Griebel, y el City Municipal Court Building, en el extremo sur de White Street.
- La Family Court, en Franklin Street
- The Department of Health, Hospitals and Sanitation, en Leonard Street
- Federal Plaza, la cual incluye el Jacob Javits Federal Building en Worth Street

## "Calles de verano"
Durante tres sábados de agosto de 2008, el Departamento de Transporte de la Ciudad de Nueva York, cerró Lafayette Street, Park Avenue, y parte del este de la calle 72, a la circulación de automóviles, a raíz del programa "Calles de Verano", un estímulo para no utilizar vehículos a motor. Este programa fue renovado en 2009, los días 8, 15 y 22 de agosto, de 7:00 a 13:00; y para el año 2010, los días 7, 14 y 21 de agosto.

## Galería

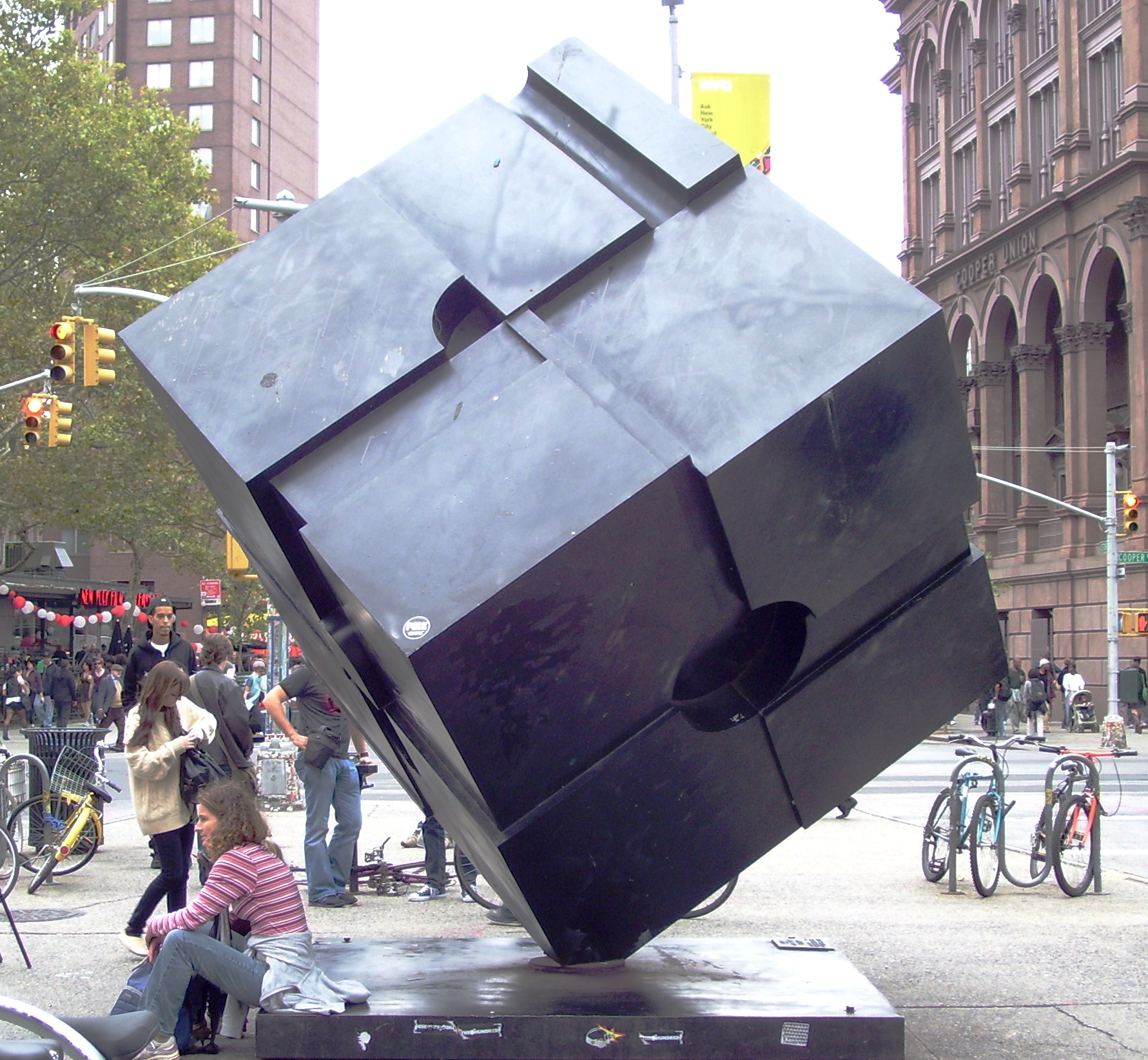
Alamo, de Tony Rosenthal en Astor Place
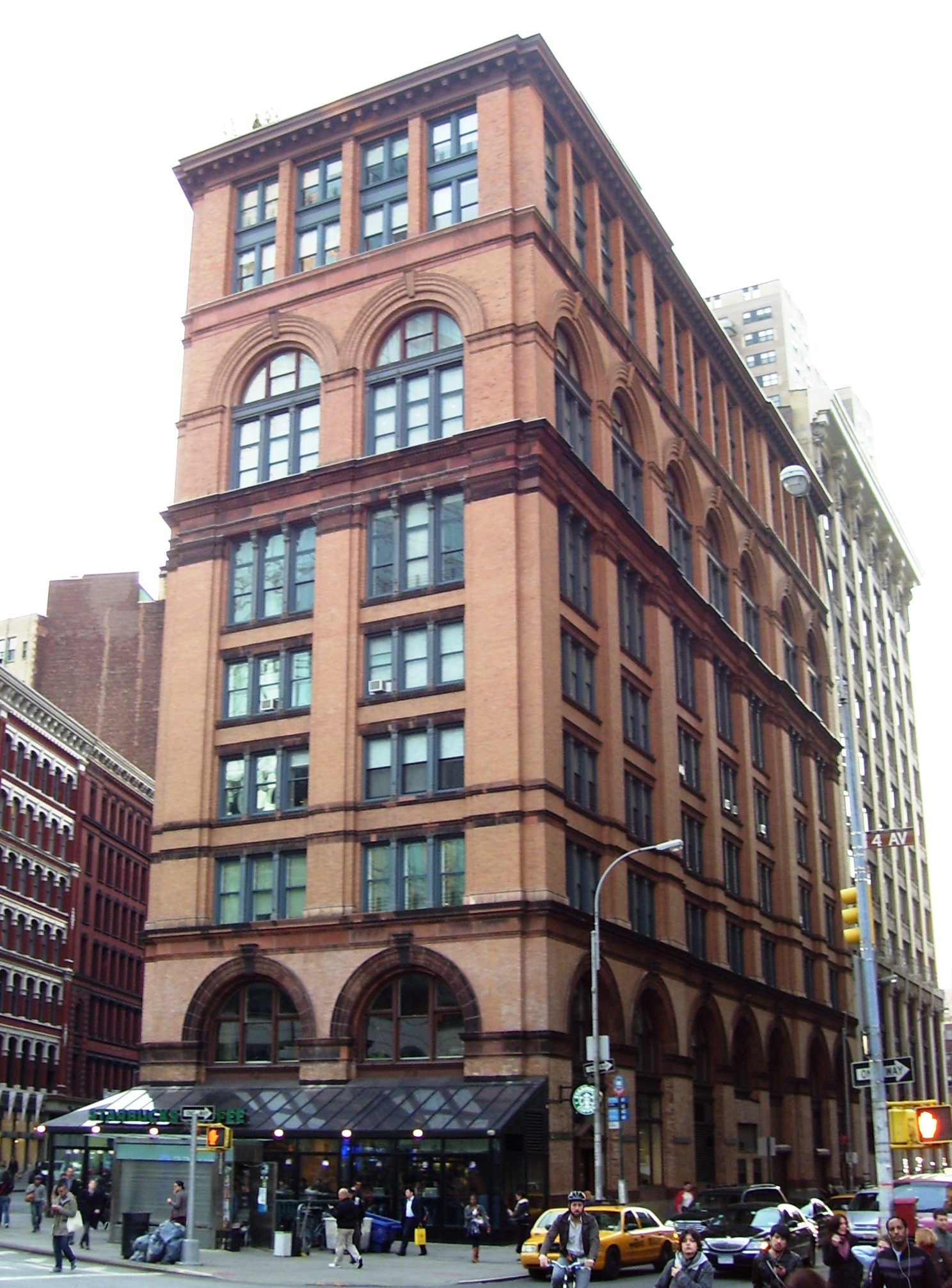
"Clinton Hall", en Astor Place, fue la sede de la Biblioteca Mercantil de Nueva York, y el lugar donde estuvo la Astor Opera House, y donde se llevaron a cabo los disturbios de Astor Place de 1849
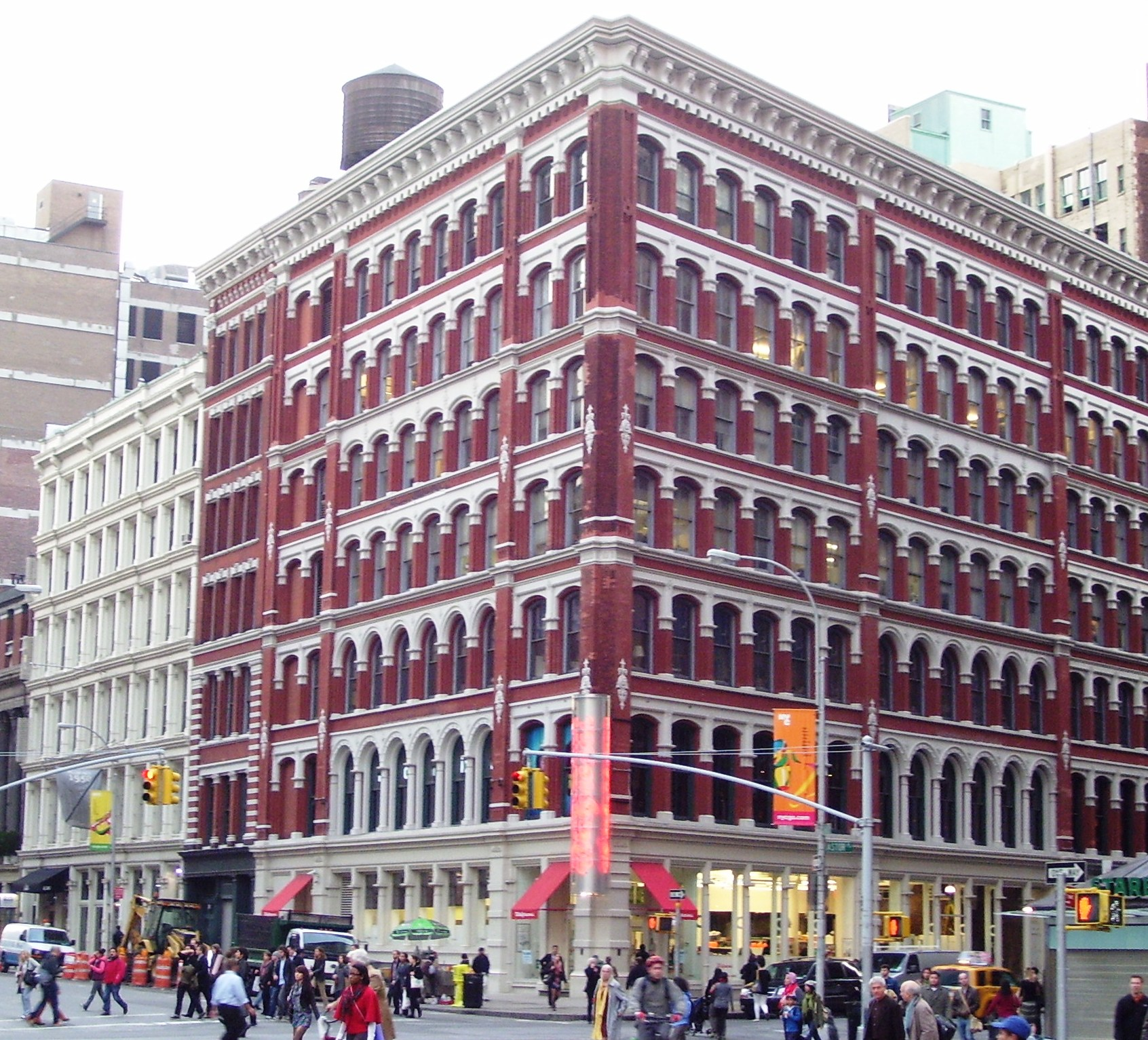
El Astor Place Building, en el nº444 de Lafayette
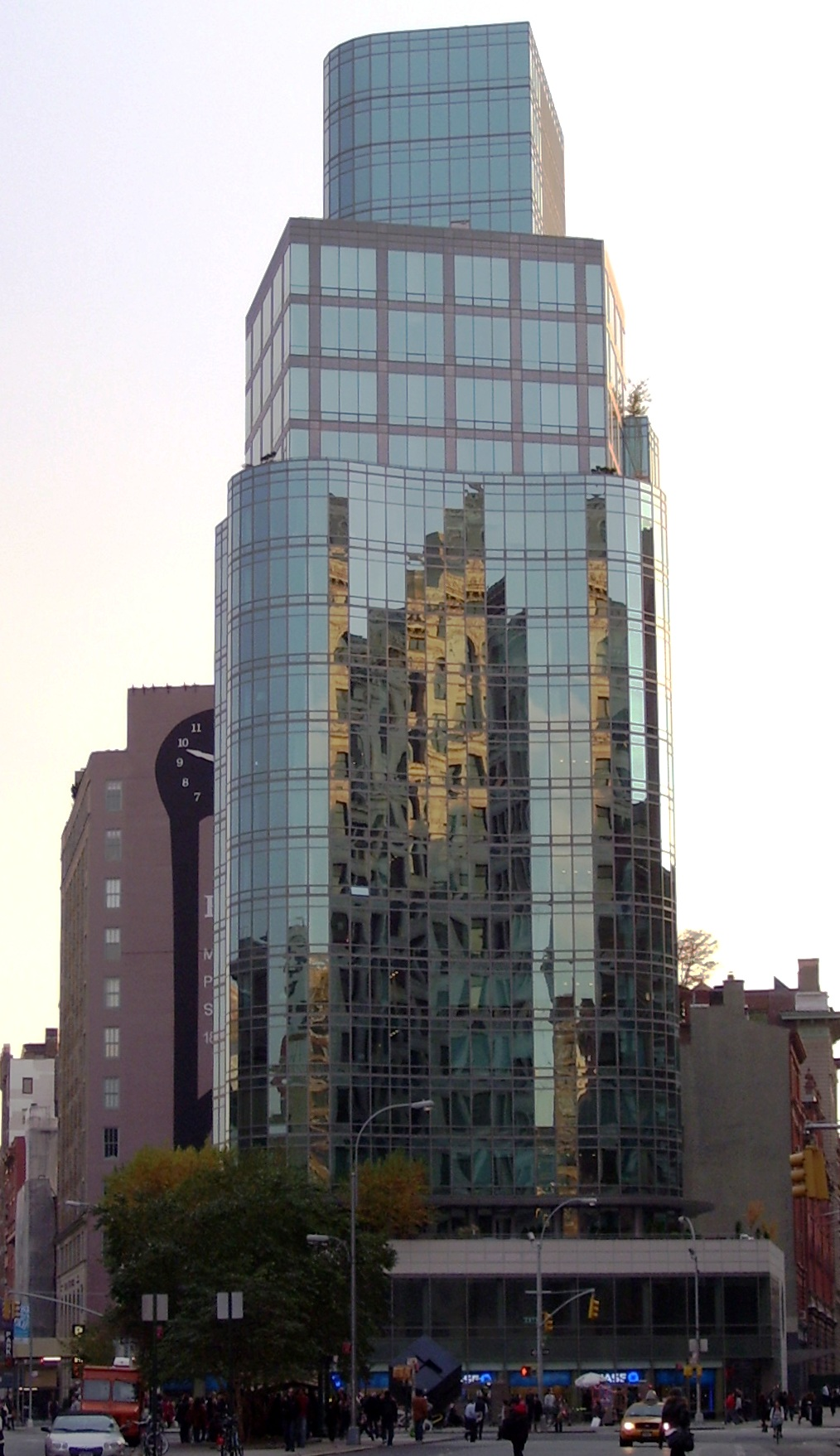
Condominio en el nº445 de Lafayette
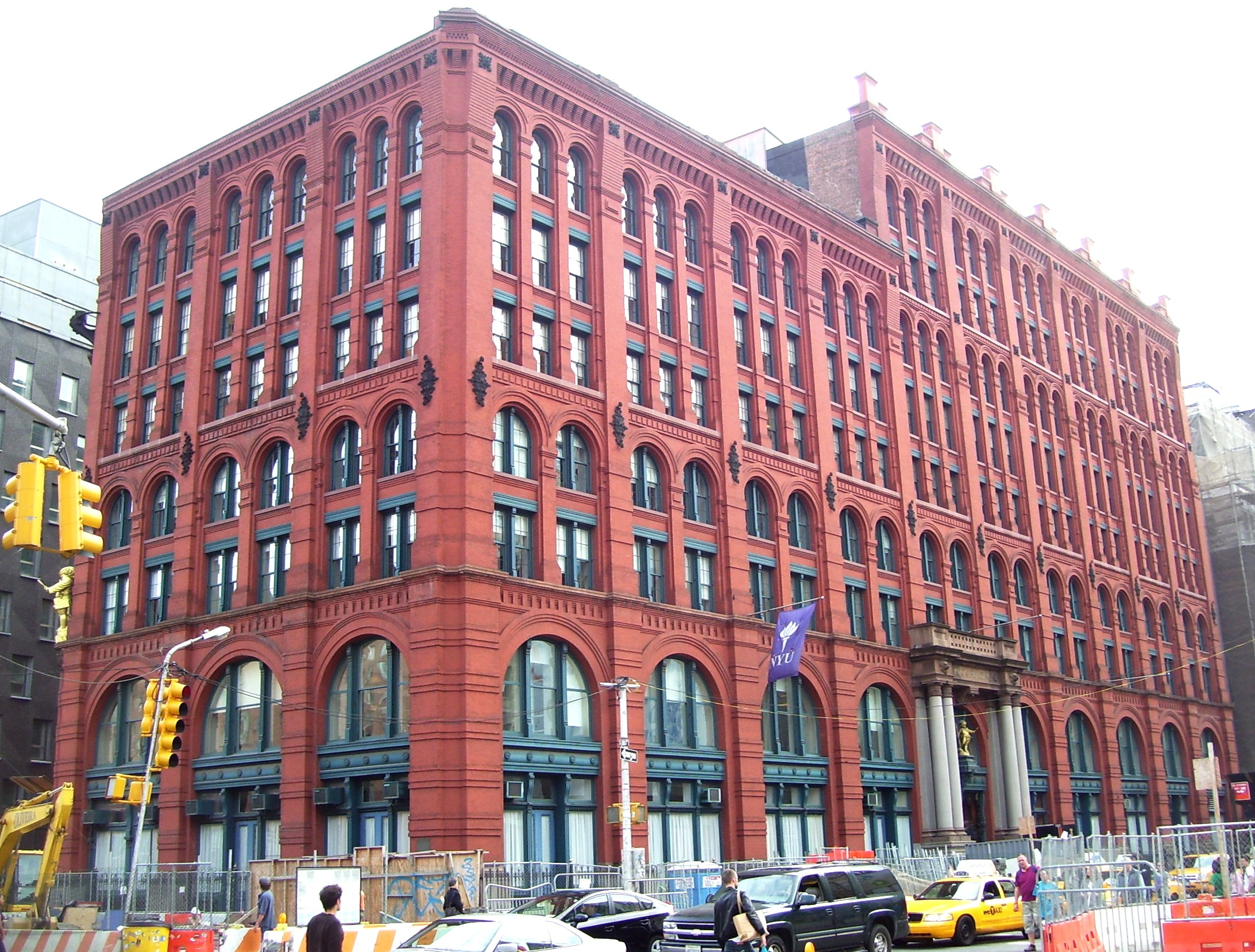
Puck Building, antigua sede de la Puck magazine, construido por etapas, y diseñado por Albert Wagner

## Véase también

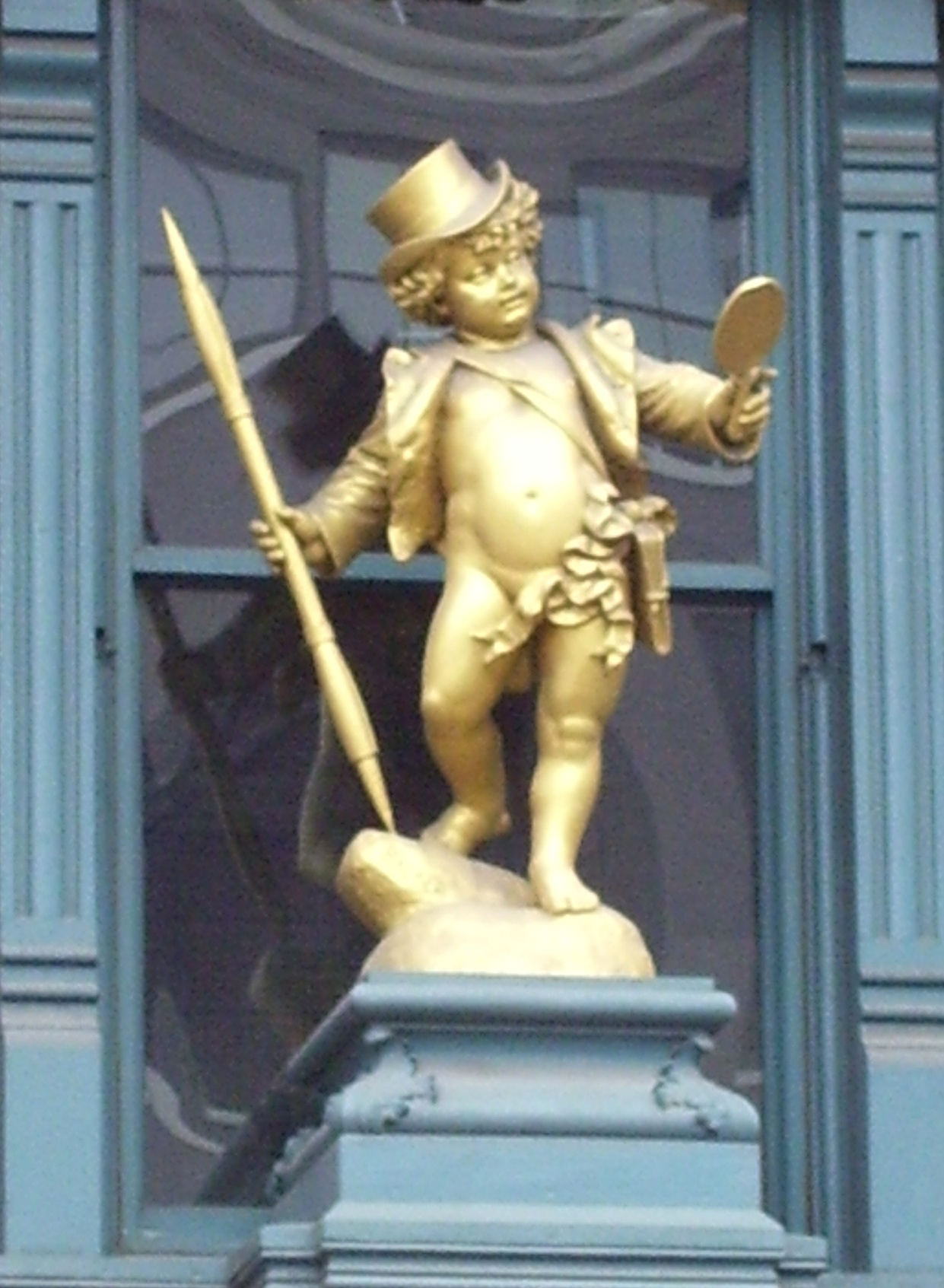
Estatua dorada de Puck, sobre la puerta principal del Puck Building